# 2938 Hopi
2938 Hopi је астероид главног астероидног појаса са средњом удаљеношћу од Сунца која износи 3,149 астрономских јединица (АЈ).
Апсолутна магнитуда астероида је 11,5.